# Capparis grandis
Capparis grandis är en kaprisväxtart som beskrevs av Carl von Linné d.y.. Capparis grandis ingår i släktet Capparis och familjen kaprisväxter. Inga underarter finns listade i Catalogue of Life.

## Bildgalleri

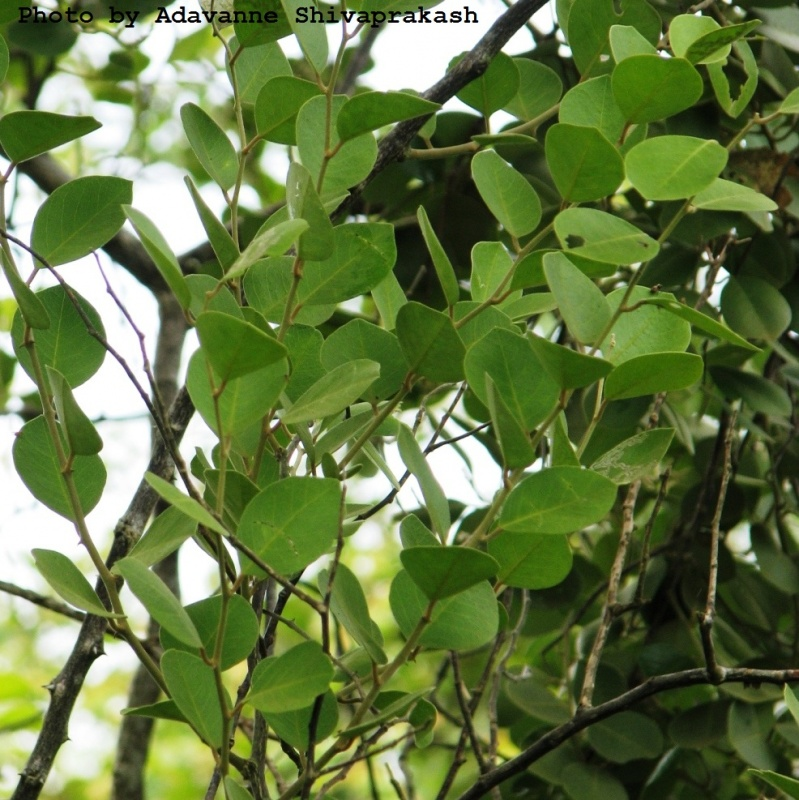